# 산 시로 이포드로모역
산 시로 이포드로모 역 (San Siro Ippodromo)은 밀라노 지하철 5호선의 역이다.

## 역사
산 시로 이포드로모 역 건설 공사는 5호선 2단계 구간인 가리발디 FS - 산 시로 스타디오 구간 중 하나로 2010년 11월에 시공했다. 이후 2015년 엑스포의 공식 개막일 며칠 전인 2015년 4월 29일에 구간이 개통되어 문을 열었다.

## 역 구조
산 시로 이포드로모 역은 1면 2선의 구조인 섬식 승강장이 있는 지하역으로, 5호선의 나머지 역과 마찬가지로 휠체어 이동시설이 있다. 또한 밀라노 지하철 시내 구간에 포함되어 있다.

## 환승
역 부근에는 다음과 같은 교통시설이 있다.
- 트램 정거장 (16번)

## 시설
- 장애인 접근시설
- 엘리베이터
- 에스컬레이터
- 역 감시카메라